# Epeolus flavociliatus
Epeolus flavociliatus är en biart som beskrevs av Heinrich Friese 1899. Epeolus flavociliatus ingår i släktet filtbin, och familjen långtungebin. Inga underarter finns listade i Catalogue of Life.